# ベンジャミン・ソープ
ベンジャミン・ソープ（Benjamin Thorpe、1782年-1870年7月）は、イングランドの古英語研究者。

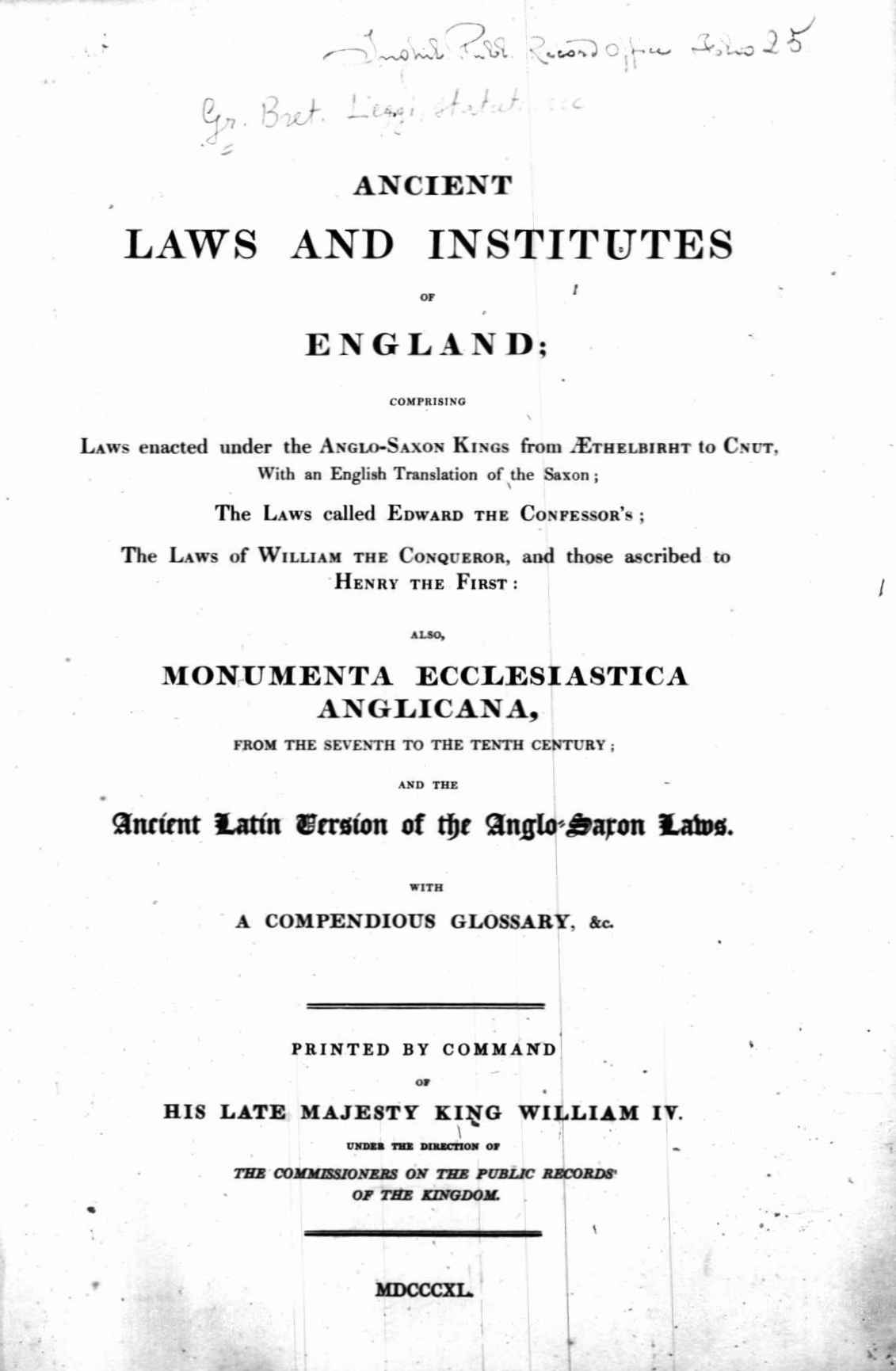
Ancient laws and institutes of England, 1840

## 業績
デンマークの文献学者ラスムス・ラスクのもと、コペンハーゲン大学で4年間学んだのち、1830年にイングランドに戻る。1832年にキャドモン (Cædmon) の韻文部分訳聖書を現代語訳して出版し、古英語研究者としての名声を確立する。
1834年には『Analecta Anglo-Saxonica（古英語語録）』を出版し、これは長年にわたって英語で書かれた古英語の標準的な教科書として使われた。しかし彼の最も知られている業績は、1851年に全3巻で刊行した『Northern Mythology（北欧神話）』であろう。また1866年には『古エッダ』の初の完訳を刊行した。
その他の著作には以下のようなものがある。
- 『Ancient Laws and Institutes of England（イングランドの古代法とその注釈）』 （1840年） - アングロ・サクソン人の王によって制定された法律の現代英語訳。
- 『The Holy Gospels in Anglo-Saxon（古英語の聖福音書）』（1842年）
- 『Codex Exoniensis（エクセター本）』（1842年） - 古英語の詩集の現代英語訳。
- 『History of England under the Anglo-Saxon Kings（アングロ・サクソン人王時代のイングランドの歴史）』（1845年） - ラッペンベルク (Johann Martin Lappenberg) 『Geschichte von England（イングランドの歴史）』（1834年-1837年、ハンブルク）の英語訳。
- 『History of England under the Norman Kings（ノルマン人王時代のイングランドの歴史）』（1857年、オックスフォード） - 同上。
- 『Anglo-Saxon Poems of Beowulf（ベーオウルフの古英語詩）』（1855年） - 現代語訳。
- Rolls Series（史料集の一つ）用の『Anglo-Saxon Chronicle（アングロサクソン年代記）』（1861年）
- 『Diplomatarium Anglicum aevi saxonici』（1865年） - 中世イングランドの勅許 (Charter) 集成。

1835年にはその業績によって王室年金 (civil list pension) の受給が認められている。1870年7月にロンドンのチズィックで亡くなった。